# Sexy Dancer
Singles de Prince
Why You Wanna Treat Me So Bad?
(1980) Uptown
(1980)
Sexy Dancer est une chanson du musicien Prince et issue de son album éponyme sorti en 1979. Sexy Dancer fut le premier single de Prince à avoir été publié en dehors des États-Unis, cependant, le single ne fut pas présenté dans ce pays.
L'édition en disque vinyle 12" fut également la première version longue extraite d'aucun album de Prince à être publiée. Le single inclut une basse prolongée et des solos de guitare, ainsi qu'un refrain répétés plusieurs fois.

## Liste des titres
| A. | Sexy Dancer                    | 4:18 |
| B. | Why You Wanna Treat Me So Bad? | 3:49 |

| A. | Sexy Dancer (Long Version) | 8:50 |
| B. | Bambi                      | 4:17 |